# Miroslav Krleža
Miroslav Krleža (Zágráb, 1893. július 7. – Zágráb, 1981. december 29.) horvát író, költő, drámaszerző és esszéíró, a 20. századi horvát irodalom egyik legkiemelkedőbb alakja.

## Élete

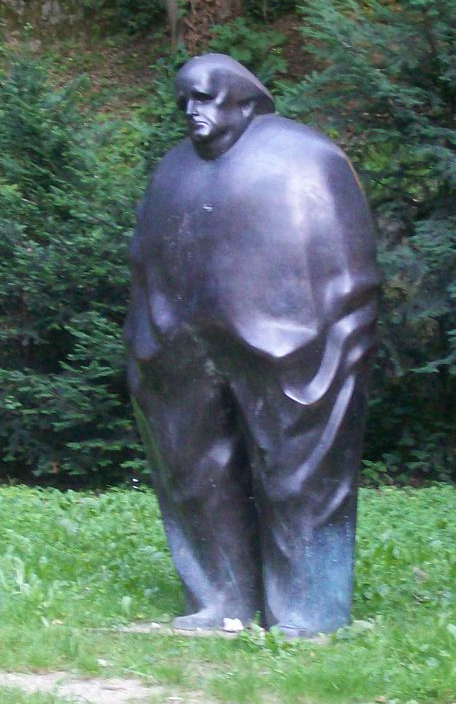
Miroslav Krleža bronzszobra Zágrábban. Marija Ujević-Galetović szobrásznő alkotása, 2004.

Zágrábban született, Pécsett végezte a katonaiskolát, a budapesti Ludovikán az osztrák-magyar hadsereg tisztjévé avatták. 1912-ben, a balkáni háború alatt Szerbiába szökött katonának, azonban a szerbek kémnek hitték és visszatoloncolták. Fegyelmiben részesült, majd rangjától is megfosztották. Az első világháború idején visszakapta rangját, Kaposvárott, Galíciában, a Kárpátokban szolgált, majd áthelyezték Zágrábba. A Jugoszláv Királyság létrejöttekor már ismerték verseit. A katonáskodással felhagyott, író akart lenni. 
Ifjúkorában gyakran megfordult Budapesten, szeretett beülni a Belvárosi Kávéházba, ahol magyar költőkkel, írókkal beszélgetett, valamint annak is tanúbizonyságát adta, hogy milyen jól ismeri a kortárs magyar irodalmat. A magyar költészet és irodalomszemlélet nagy hatással volt rá. Nem kedvelte az úri társadalmat, ugyanakkor eszményképei voltak Ady Endre és a Nyugat c. folyóirat írói és költői. Politikai világnézetének megalapozásában fontos szerepet játszott a Galilei-kör és Jászi Oszkár. 
Az első világháború alatt és az azt követő években írt költeményei 1933-ban jelentek meg gyűjteményes kötetben, Szimfóniák cím alatt. Esszét is írt Az én háborús költészetem címmel, melyben saját irodalmi magatartását jellemezte. Ezután új hangot ütött meg. 1925-ben Moszkvába látogatott, itt ismerkedett meg Sztálin személyi kultuszával, elsőként döbbent rá, hogy rossz útra tévedt a szocialista eszme. 
Krleža a második világháború utáni szovjetellenes, viszont nem kapitalista álláspont legelső kifejezője. Több különböző folyóiratot és lapot szerkesztett, melyeket részint betiltottak, részint nem váltották be a hozzájuk fűzött reményeket. A királyi Jugoszláviában egyfelől gyanús alakként kezelték, másrészt növekedett irányában a tisztelet. Kiváló ismerője volt az orosz klasszikusoknak, ám szempontjaira, stílusára főként az osztrák, magyar és francia irodalom hatottak. 
A második világháború idején létrejött fasiszta horvát államban ellenségként tartották számon és betiltották, könyveit máglyán égették el. Krležát letartóztatták könyvkiadójával együtt, majd börtönbe került. Itt élte meg a Tito által irányított Jugoszlávia létrejöttét, ekkortájt már klasszikusként tekintettek rá. Különböző jugoszláv lexikonok főszerkesztője is volt.

## Munkássága
Haláláig dolgozott, volt gyanús, üldözött, megtűrt és ünnepelt személy is. Anyanyelvi szinten tudta a horvát, a magyar, a német nyelvet, valamint írt, olvasott és beszélt franciául és oroszul. Jól ismerte az irodalmat és művészeteket, de a természettudományokban, filozófiában, a klasszikus kultúra történetében is jeleskedett. Stílusát romantikus és realista hagyomány jellemzi, mely expresszionizmussal, szürrealizmussal, néhol pedig klasszicista és avantgárd törekvésekkel vegyül. Világnézete a feltétlen demokratizmus és a szovjet bolsevizmustól tudatosan elkülönülő szocializmus ötvözete, egyben liberális, de a kapitalizmus önzésétől távol tartja magát. Műveinek spektruma szinte végtelen: szerepelnek benne hangulatos szerelmi költemények, kíméletlen szatírák, bírálja a múltat és a jelent.
Fő művei közé tartozik a Petrica Kerempuh balladái c. költeménysorozat (magyarul Csuka Zoltán fordításában Éjtszakának virrasztója, Magyar Helikon, 1959), mely 1936-ban jelent meg, s a horvát múlt évszázadait idézi szemléletes képekben; valamint a sajátságos Glembay-sorozat, mely évtizedekig alakult. Ez utóbbi 3 drámából és 11 elbeszélésből álló összefüggő sorozat, melyben a horvát polgárság létét és hanyatlását mutatja be.
2011. március 23. és június 30. között az Országos Széchényi Könyvtár "A magyarul tudó horvát klasszikus" címmel életművének hungarológiai vonatkozásairól és magyar fogadtatásáról szóló kiállítást rendezett. A kiállítás virtuális változata: Krleža-honlap.

## Főbb művei
- Legenda, 1914
- Maskerata, 1914
- Zarathustra i mladić, 1914
- Pan, 1917
- Tri simfonije, 1917
- Pjesme, 1918
- Lirika, 1918
- Saloma, 1918
- Pjesme, 1918-19 (3 kötet)
- Michelangelo Buonnarroti, 1919
- Eppur si muove, 1919
- Tri kavalira gospodjice Melanije, 1920
- Hrvatska rapsodija, 1921
- Magyar kiralyi honvéd novela - Kraljevsko-ugarska domobranska novela, 1921
- Golgota, 1922
- Hrvatski bog Mars, 1922
- Galicija, 1922
- Adam i Eva, 1922
- Novele, 1923
- Vučjak, 1923
- Vrazji otok, 1923
- Izlet u Rusiju, 1926
- Gospoda Glembajevi, 1928
- Leda, 1930
- U agoniji, 1931
- Knjiga pjesama, 1931
- Moj obračun s njima, 1932
- Knjiga Lirike, 1932
- Eseji, 1932
- Glembajevi, 1932
- Povratak Filipa Latinovicza, 1932
- Balade Petrice Kerempuha, 1936
- Deset krvavih godina, 1937
- Na rubu pameti, 1938
- Banket u Blitvi, 1939
- Dijalektički antibarbarus, 1939
- Djetinjstvo u Agramu godine 1902-1903, 1952
- Davni dani, 1956
- Aretej, 1959
- Eseji, 1961-67 (6 kötet)
- Zastave, 1967 (6 kötet)
- Izabrana dela, 1969
- 99 varijacija, 1972
- Djetinjstvo i drugi spisi, 1972
- Put u raj, 1973
- Miroslav Krleža: Jubilarno izdanje, 1973
- Dnevnik, 1977 (5 kötet)

## Magyarul
- Magyar királyi honvéd novela / Kr. ug. domobranska novela. Lirski fragment iz ciklusa Hrvatski Bog Mars; Čaklović, Zagreb, 1921 (Jugoslavenska literatura)[1]
- Miroszlav Krlezsaː Magyar királyi honvédnovellák; ford. Sinkó Irma, bev. Sinkó Ervin; Testvériség-Egység, Újvidék, 1952
- A Glembay-család; ford. Dudás Kálmán; Új Magyar Kiadó, Bp., 1956
- A Glembay Ltd. Dráma; ford., utószó Dudás Kálmán; Európa, Bp., 1958 (Világirodalmi kiskönyvtár)
- Miroszláv Krlezsaː Éjtszakának virrasztója. Petrica Kerempuh balladái; ford., utószó Csuka Zoltán, jegyz. Vujicsics D. Sztoján; Magyar Helikon, Bp., 1959
- Filip Latinovics hazatérése. Regény; Európa, Bp., 1959
- Miroszlav Krlezsaː Bankett Blitvában; ford. Herceg János; Fórum, Novi Sad, 1960
- A horvát hadisten; ford. Csuka Zoltán; Európa, Bp., 1963
- A Glembayak; ford. Dudás Kálmán; Forum, Novi Sad 1964 (Miroslav Krleža válogatott művei)
- Areteus avagy Legenda Szent Ancilláról, a mennyei madárról; ford. Csuka Zoltán, Vujicsics D. Sztoján; Színháztudományi Intézet, Bp., 1964 (Világszínház)
- A fekete sas árnyékában; ford. Csuka Zoltán; Európa, Bp., 1965
- Zászlók. Történelmi regény, 1-2.; ford., jegyz., bibliogr. Csuka Zoltán; Európa–Forum, Bp.–Novi Sad, 1966 (Miroslav Krleža válogatott művei)
- Filip Latinovicz hazatérése. Regény / Elbeszélések; ford. Illés Sándor, Csuka Zoltán, Dudás Kálmán, vál. Major Nándor, bev. Sinkó Ervin; Európa–Forum, Bp.–Novi Sad, 1966 (Miroslav Krleža válogatott művei)
- Versek / Emlékiratok; vál. Ács Károly, Csuka Zoltán, Juhász Géza, ford. Ács Károly, Csuka Zoltán; Európa–Forum, Bp.–Novi Sad, 1966 (Miroslav Krleža válogatott művei)
- A Glembayak. Drámák / A Glembay LTD / Agónia / Léda; ford. Dudás Kálmán; Európa–Forum, Bp.–Novi Sad, 1966 (Miroslav Krleža válogatott művei)
- Kirándulás Oroszországba. Útirajz; Európa–Forum, Bp.–Novi Sad, 1966 (Miroslav Krleža válogatott művei)
- Kálvária. Dráma; ford., utószó Csuka Zoltán; Magyar Helikon–Európa, Bp., 1970
- Út a paradicsomba. Forgatókönyv; ford. Csuka Zoltán; Európa, Bp., 1971 (Modern könyvtár)
- Az ész határán. Regény; ford. Csuka Zoltán; Európa, Bp., 1976
- Ezeregy halál. Válogatott elbeszélések; ford. Csuka Zoltán, Dudás Kálmán, vál., utószó Dudás Kálmán; Európa, Bp., 1979 (A világirodalom remekei)
- Bankett Blitvában. Regény; ford. Herceg János; Európa, Bp., 1978
- Drámák; ford. Csuka Zoltán, Dudás Kálmán, Spiró György, vál. Osztovits Levente, utószó Spiró György; Európa, Bp., 1980
- Terézvári garnizon. Színmű két részben; Madách Színház, Bp., 1990 (Madách Színház műhelye)